# Prosopocera ochreobasalis
Prosopocera ochreobasalis là một loài bọ cánh cứng trong họ Cerambycidae.